# Голден-Веллі (Північна Дакота)
Голден-Веллі (англ. Golden Valley) — місто (англ. city) в США, в окрузі Мерсер штату Північна Дакота. Населення — 191 особа (2020).

## Географія
Голден-Веллі розташований за координатами 47°17′25″ пн. ш. 102°3′55″ зх. д. / 47.29028° пн. ш. 102.06528° зх. д. (47.290264, -102.065300).  За даними Бюро перепису населення США в 2010 році місто мало площу 1,90 км², з яких 1,90 км² — суходіл та 0,00 км² — водойми.

## Демографія
Згідно з переписом 2010 року, у місті мешкали 182 особи в 92 домогосподарствах у складі 54 родин. Густота населення становила 96 осіб/км².  Було 117 помешкань (62/км²).
Расовий склад населення:
| - 97,3 % — білих - 1,1 % — корінних американців - 1,1 % — азіатів |

До двох чи більше рас належало 0,5 %. Частка іспаномовних становила 1,6 % від усіх жителів.
За віковим діапазоном населення розподілялося таким чином: 17,0 % — особи молодші 18 років, 63,8 % — особи у віці 18—64 років, 19,2 % — особи у віці 65 років та старші. Медіана віку мешканця становила 50,2 року. На 100 осіб жіночої статі у місті припадало 102,2 чоловіків;  на 100 жінок у віці від 18 років та старших — 104,1 чоловіків також старших 18 років.
Середній дохід на одне домашнє господарство  становив 67 314 долари США (медіана — 58 750), а середній дохід на одну сім'ю — 84 532 долари (медіана — 76 094). Медіана доходів становила 63 750 доларів для чоловіків та 30 000 доларів для жінок. За межею бідності перебувало 8,3 % осіб, у тому числі 6,3 % дітей у віці до 18 років та 31,3 % осіб у віці 65 років та старших.
Цивільне працевлаштоване населення становило 134 особи. Основні галузі зайнятості: роздрібна торгівля — 14,2 %, мистецтво, розваги та відпочинок — 14,2 %, транспорт — 13,4 %, виробництво — 13,4 %.